# Astrid Varnay
Ibolyka Astrid Maria Varnay (* 25. April 1918 in Stockholm; † 4. September 2006 in München) war eine amerikanische Opernsängerin ungarischer Abstammung. Sie wurde bekannt durch ihre langjährigen Darbietungen von Frauenfiguren in den Musikdramen Richard Wagners als hochdramatischer Sopran, 1972 wechselte das  Stimmfach der Kammersängerin in den Mezzosopran.

## Leben
Am 25. April 1918 kam Astrid in Stockholm zur Welt. Ihre Eltern tauften sie Ibolyka (Ungarisch: Veilchen) wegen ihrer veilchenblauen Augen.
Astrid Varnays ungarischer Vater Alexander Varnay (1889–1924) war ein Tenor, der bis zum Umzug der Familie in die USA 1920 als Regisseur und Produzent an der Königlichen Oper von Stockholm arbeitete. Ihre Mutter Mária Jávor (Junghans) war eine anerkannte Koloratursopranistin. Astrid Varnay studierte anfangs bei ihrer Mutter, dann in New York, ab 1939 bei Hermann Weigert (1890–1955), mit dem sie in achtzehn Monaten fast das gesamte Wagner-Repertoire einstudierte und den sie 1944 heiratete. Im Alter von 22 Jahren beherrschte die junge Sängerin bereits folgende Partien: Senta, Elsa, Elisabeth, Eva, Sieglinde, alle drei Brünnhilden, Isolde, dritte Norn, Gutrune, Aida, Desdemona, Santuzza und Leonora.
1941 debütierte sie an der Metropolitan Opera, indem sie – am 6. Dezember, am Vortage des Angriffs auf Pearl Harbor – für Lotte Lehmann als Sieglinde (neben Lauritz Melchior als Siegmund) in Wagners Oper Die Walküre einsprang. Am 12. Dezember sprang sie dann gleichermaßen für Helen Traubel als Brünnhilde ein. In den folgenden Jahren sang sie fast alle großen Wagner-Partien an der Met, 1948 auch erstmals die Salome und 1949 die Elektra in den gleichnamigen Opern von Richard Strauss.
Nach dem Krieg gab sie 1948 in London am Royal Opera House Covent Garden ihr Europa-Debüt als Isolde und sang 1949 die Elektra in der gleichnamigen Richard-Strauss-Oper. Im Mai 1951 gab sie ihr Debüt in Florenz als Lady Macbeth in Giuseppe Verdis Oper und lernte dabei Martha Mödl und Gustaf Gründgens, der Regie führte, kennen. Wenig später sang sie als erste Amerikanerin – sie hatte 1943 die US-Staatsbürgerschaft angenommen – auf Empfehlung von Kirsten Flagstad und auf Einladung von Wieland Wagner 1951 bei den Bayreuther Festspielen. Bis 1968 trat sie jedes Jahr in Bayreuth auf. Sie gilt als Mitgestalterin von Neu-Bayreuth und zählt neben Martha Mödl sowie Birgit Nilsson zu den „drei großen Wagnerschen Nachkriegsprimadonnen“.
Im Herbst 1951 sang Astrid Varnay erstmals in Berlin, ein Jahr später in München (wo sie im Prinzregententheater acht Vorstellungen hintereinander sang). Ab 1955 Jahr sang sie regelmäßig an der Deutschen Oper am Rhein in Düsseldorf-Duisburg, wo sie ihren ersten europäischen Jahresvertrag mit 36 Vorstellungen pro Jahr bekam und einige Jahre auch als Gesangslehrerin tätig war. Ab 1970 war sie Leiterin einer Meisterklasse für Gesang am Robert-Schumann-Konservatorium und von 1975 bis 1979 Professorin an der Robert Schumann Hochschule. Nach dem Tod ihres Mannes (1955) ließ sie sich 1959 in München nieder, wo sie bis zu ihrem Tode wohnte. 1972 wechselte die Sopranistin in die Stimmlage Mezzosopran.
Die Künstlerin sang dann bis 1991 alle Paraderollen ihres Fachs und arbeitete an allen großen Häusern Europas und mit allen großen Dirigenten und Regisseuren ihrer Zeit. Insgesamt stand sie über 100 Mal als Ortrud in Lohengrin oder Isolde in Tristan und Isolde auf der Bühne. Die Walküren-Brünnhilde sang sie knapp 140 Mal. Überragende Erfolge waren ihre Rollen in Elektra, in der sie 79 Mal die Elektra und 121 Mal die Klytämnestra sang. Eine ihrer späten Erfolgsrollen war die Herodias in Salome, die sie insgesamt 213 Mal sang. Nach einer 1990 notwendig gewordenen Knieoperation war sie gezwungen ihre Bühnenauftritte stark einzuschränken.

Grabstätte in München

1987 wurde Astrid Varnay Mitglied des Lehrkörpers im Münchner Opernstudio. Ihre letzte Rolle war die Partie der Amme in Modest Mussorgskys Boris Godunow im Jahr 1995 an der Bayerischen Staatsoper München, wo die Kammersängerin ebenso wie bei den Bayreuther Festspielen langjähriger Gast  war. 1996 schrieb sie ihre Autobiographie, die unter dem Titel „Hab’s mir gelobt“ erschien. Am 4. September 2006 verstarb sie nach einem erfüllten Künstlerleben in einem Münchener Krankenhaus. Ihre Urne wurde auf dem Friedhof am Perlacher Forst in München beigesetzt (54-UM-5 Innenseite, Grab Nr. 170).

## Würdigung
Astrid Varnay hatte eine ähnlich kräftige Stimme wie Birgit Nilsson, die nach ihr in Bayreuth ankam und mit der sie sich viele Rollen teilte, ebenso wie mit Martha Mödl. Ihr dunkles Timbre war wärmer, der Gesang ausdrucksvoller, ihre Diktion jedoch nicht so klar. Nilsson klingt vergleichsweise stählern, Varnay jedoch menschlicher. Dass die Sängerin relativ in Vergessenheit geraten konnte, lag an ihrem kleineren Repertoire und ihren weniger zahlreichen Gastspielen. Der Hauptgrund scheint jedoch zu sein, dass es von ihr nur tontechnisch oft mittelmäßige Liveaufnahmen gibt, so z. B. die von Herbert von Karajan geleitete Elektra von 1964.
Im Gegensatz zu manchen Opernsängern war Astrid Varnay eine sehr talentierte Charakterdarstellerin. Eindrücklich agierte sie als Elektra oder im 1. Akt von Tristan und Isolde, im 2. Akt der Götterdämmerung und vor allem in Siegfried, 3. Akt, dort die Momente des Erwachens, bevor sie zu Heil Dir Sonne ansetzte. Die Körpersprache und was sich, einmal aufgerichtet, in dem unsagbar ausdrucksstarken Gesicht ereignete, wird jenen, die sie erleben durften, als Theater-Opernerlebnis in Erinnerung bleiben. So faszinierte sie ihr Publikum auch während ihrer letzten aktiven Bühnenjahre, insbesondere als Klytämnestra und Herodias, als Kabanicha in Janáčeks Katja Kabanova und als Küsterin in Jenůfa, sowie in Cameo-Auftritten – wie Mamma Lucia in Cavalleria Rusticana.
Nach einer vielzitierten Anekdote wurde Wieland Wagner kritisch auf sein karges Bühnenbild bei einer Bayreuth-Aufführung angesprochen, woraufhin er erwidert haben soll: „Was brauche ich einen Baum auf der Bühne, wenn ich Astrid Varnay habe?“ Gustaf Gründgens war ebenso als ein großer Verehrer ihrer Kunst bekannt. Als er 1951 die Oper Macbeth von Verdi mit ihr in der Hauptrolle in Florenz inszenierte, bedauerte er es zutiefst, kein Sänger zu sein, da er am liebsten zusammen mit ihr auf der Bühne stehen und singen wolle.
Im Jahre 1967 wurde sie in Anerkennung ihrer Leistungen zur Bayerischen Kammersängerin ernannt.
Zitat:

“Astrid was unique. She was a great, singing actress who could act, using her face, her body and her voice. She gave everything on stage.”

„Astrid war einzigartig. Sie war eine großartige singende Schauspielerin die ihr Gesicht, ihren Körper und ihre Stimme zum Spielen einsetzen konnte. Auf der Bühne gab sie alles.“

## Auszeichnungen
- 1957: 1. Ehrenmitglied des Richard-Wagner-Verbandes Saarland[9]
- 1963: Bayerische Kammersängerin
- 1967: Bayerischer Verdienstorden[10]
- 1968: Goldener Ehrenring der Stadt Bayreuth[11]
- 1981: Mitglied des Bayerischen Maximiliansordens für Wissenschaft und Kunst
- 1988: Wilhelm-Pitz-Preis (Vereinigung deutscher Opernchöre und Bühnentänzer in der Deutschen Angestellten-Gewerkschaft vorgeschlagen vom Bayreuther Festspiel-Chor)
- 1988: Großes Bundesverdienstkreuz
- 1993: Verdienstorden des Landes Nordrhein-Westfalen [12]
- 2003: Meistersinger-Medaille von der Bayerischen Staatsoper [13]

## Diskografie (Auswahl)
- Richard Wagner, Der fliegende Holländer, Bayreuth 1955 – als Senta.
- Richard Wagner, Der Ring des Nibelungen, Bayreuth 1951, 1952, 1953, 1955, 1956, 1957 und 1958 – als Brünnhilde.
- Richard Wagner, Lohengrin, Bayreuth 1953, 1954, 1958, 1962 – als Ortrud.
- Richard Strauss, Elektra, Salzburg 1964 – als Elektra.

## Film- und Fernsehaufzeichnungen
Opern
- Jenufa von Leoš Janáček, u. a. mit Hildegard Hillebrecht und Jean Cox, Dir.: Rafael Kubelik, München, Nationaltheater 1971.
- Salome von Richard Strauss in einer Verfilmung unter Götz Friedrich u. a. mit Teresa Stratas und Bernd Weikl, Wiener Philharmoniker, Dir.: Karl Böhm, Deutsche Grammophon 1974.

Interviews
- Astrid Varnay - Da Capo - Interview mit August Everding, 3sat, 10. Dezember 1988.
- Bayreuth Primadonnen. Martha Mödl, Birgit Nilsson und Astrid Varnay im Gespräch mit Klaus Schultz. Deutschland, 1997, Regie: Hubert Ortkemper, Produktion: Bayerisches Fernsehen, Erstausstrahlung: 20. April 1997, englisches Transkript, (Memento vom 5. Juli 2008 im Internet Archive).